# NWTN

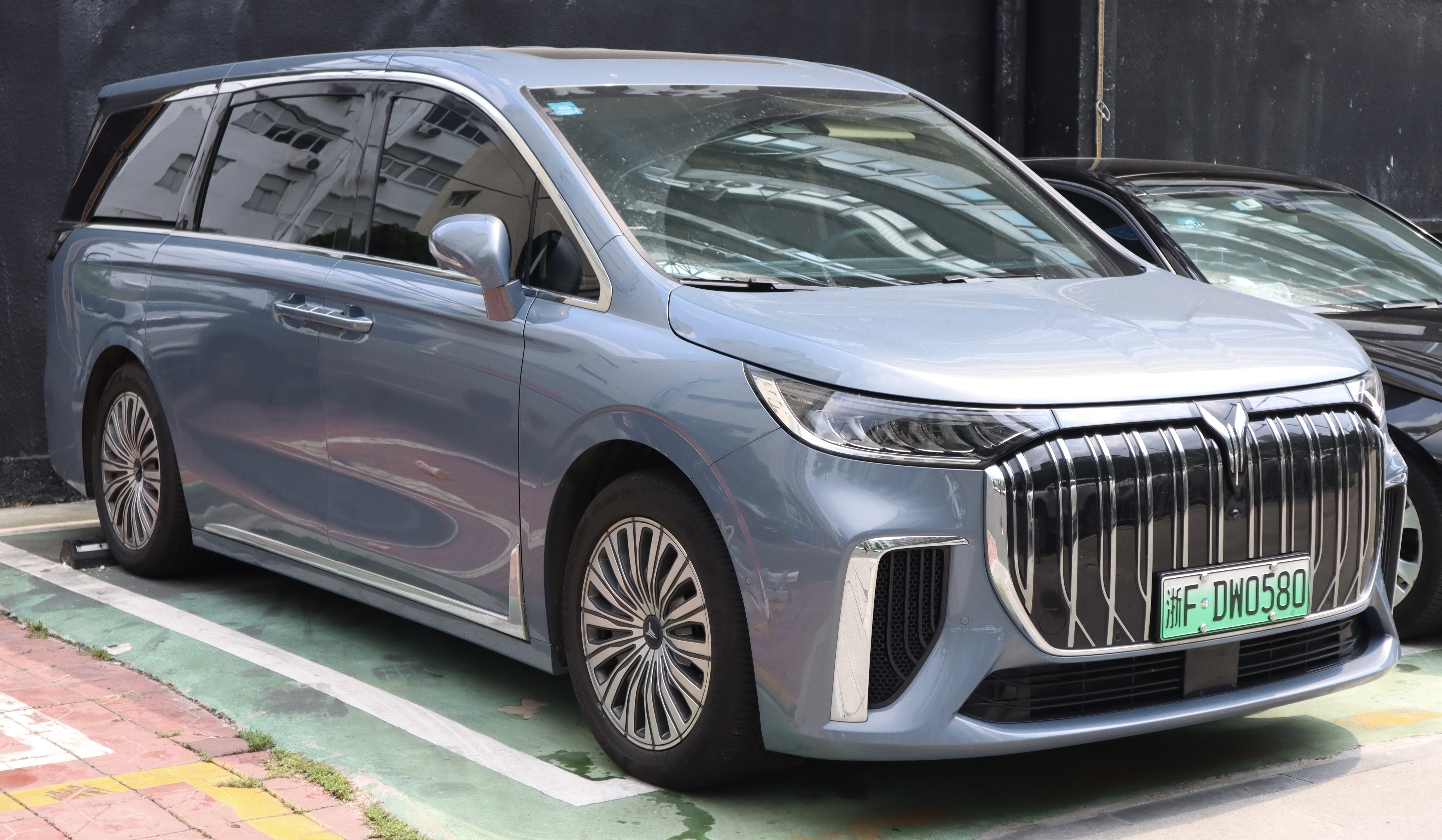
Rabdan One Seven

NWTN Inc. – emiracki producent samochodów elektrycznych, z siedzibą w Dubaju, działający od 2016 roku. Oferuje samochody pod marką Rabdan.

## Historia
W 2016 roku chiński przedsiębiorca działający w Zjednoczonych Emiratach Arabskich, Alan Wu, założył w Dubaju przedsiębiorstwo NWTN skoncentrowane na branży elektromobilności. Działalność firmy zintensyfikowała się na początku trzeciej dekady XXI wieku, kiedy to NWTN było jednym z inwestorów w motoryzacyjne przedsięwzięcie chińskiego dewelopera Evergrande, Hengchi. We wrześniu 2022 roku zawarto porozumienie z emirackim rządem, deklarując plany zbudowania w strefie ekonomicznej na przedmieściach Abu Zabi fabryki samochodów elektrycznych. 
W styczniu 2023 metodą CKD zmontowano partię 20 egzemplarzy chińskiego Seresa 5 i dostarczono je do lokalnej wypożyczalni samochodów z Dubaju, jednak ostatecznie projekt ten zarzucono i powołano własną markę Rabdan. Po prezentacji własnej konstrukcji prototypu Muse, na potrzeby lokalnej produkcji zdecydowano się ponownie nawiązać współpracę z chińskim partnerem - tym razem koncernem Dongfeng Motor. W rezultacie pod koniec 2023 roku uruchomiono lokalny montaż SUV-a Voyah Free pod nazwą Rabdan One. Na początku 2024 roku ofertę poszerzył kolejny model zaadaptowany z oferty Voyah, minivan Rabdan One Seven.

## Modele samochodów

### Obecnie produkowane

#### SUV-y
- Rabdan One

#### Minivany
- Rabdan One Seven

#### Historyczne
- NWTN One (2023)

### Studyjne
- Rabdan Muse (2023)